# Judith Keller (Entwicklungshelferin)
Judith Keller (* 1946 in St. Gallen) ist eine Schweizer Entwicklungshelferin. Sie gründete und leitet in Varanasi in Indien das Kinderdorf «Kiran». Für ihre Arbeit wurde sie 2007 mit dem Brandenberger-Preis geehrt.

## Leben
Judith Keller wuchs in der Schweiz auf. An der Schwesternschule am Theodosanium in Zürich liess sie sich zur Krankenschwester ausbilden. Dann schloss sie sich der Kongregation der Kleinen Schwestern Jesu von Charles de Foucauld an.
Mit 26 Jahren gelangte sie als Ordensschwester für einen Einsatz an der Leprastration des St. John’s Hospital nach Kerala in Indien, wo sie zwei Jahre tätig war. Ab 1974 war sie als Krankenschwester und Sozialarbeiterin in anderen Institutionen in Indien tätig. 1977 kehrte sie für ein Studium in die Schweiz zurück. 1978 ging sie nach Indien zurück und gründete 1990 in Varanasi das Kinderdorf «Kiran». 1993 trat sie aus der Kongregation der Kleinen Schwestern Jesu aus.

## Kinderdorf «Kiran»
Das Kinderdorf «Kiran» umfasst ein umfangreiches Ausbildungs- und Betreuungszentrum für Kinder und Jugendliche mit Behinderung. Es bietet Kindern und Jugendlichen mit körperlichen, geistigen oder mehrfachen Behinderungen heilpädagogische und integrale Hilfe. Die staatlich anerkannte Ausbildungsstätte hat das Ziel, Kinder und Jugendliche sozial zu integrieren, ihnen eine auf ihre Bedürfnisse abgestimmte Ausbildung und Therapien zu bieten unter Einzug ihres sozialen Umfelds und ihrer Familien. Die sogenannte Community Based Rehabilitation (CBR) ist eine Methode, bei der Kinder mit Behinderungen in der Regel bei ihren Familien leben und tagsüber im Kiran Kinderdorf betreut werden. Das Zentrum betreut rund 400 Kinder und Jugendliche (Stand 2024).

## Auszeichnungen
- 2007: Brandenberger-Preis[2]